# Meteoridium tenuissimum
Meteoridium tenuissimum là một loài Rêu trong họ Meteoriaceae. Loài này được (Hook. & Wilson) M.A. Lewis miêu tả khoa học đầu tiên năm 1992.